# Dragon’s Kiss (zespół muzyczny)
Dragon’s Kiss – portugalski zespół wykonujący heavy metal. Powstał w Lizbonie w 2013.

## Członkowie
- Adam „Rock’N’Roll Outlaw” Neal
- Hugo „Rattlesnake” C.
- Tiagus Bastard
- Rafa „Boss” Maia
- Darius Tornado
- Peter „Slowburn” S.
- Marc Pain[2]